# Grand Prix François-Faber
Le Grand Prix François-Faber est une course cycliste disputée au Luxembourg. Elle fut créée en l'honneur du coureur cycliste luxembourgeois François Faber tué au cours de la Première Guerre mondiale. D'abord courue sur plusieurs jours (course à étapes), elle est à présent une course d'un jour. 
En 2013, s'est déroulée la 90e édition de l'épreuve.

## Palmarès
| Année     | Vainqueur             | Deuxième                 | Troisième             |
| --------- | --------------------- | ------------------------ | --------------------- |
| 1918      | Joseph Rasqui         | Mathias Thill (lb)       | Felix Melchior (de)   |
| 1919      | Noël Hubert           | René Vermandel           | Charles Rossart       |
| 1920      | Adelin Benoît         | Guillaume Nyssen (en)    | Pierre Castermans     |
| 1921      | Maurice Depauw        | Pierre Corini            | Gaston Carels         |
| 1922      | Nicolas Frantz        | Alfred Mottard           | Maurice De Waele      |
| 1923      | Nicolas Frantz        | Marcel Clausse           | Alfred Mottard        |
| 1924      | Léon Briscot          | Robert Doyen             | Jempy Engel           |
| 1925      | Charles Mondelaers    | Hans Kaspar              | Louis Krauss          |
| 1926      | Léon Briscot          | Jempy Engel (lb)         | Auguste Schleck (lb)  |
| 1927      | Constant Dyzers       | Norbert Collin           | Auguste Schleck (lb)  |
| 1928      | Émile Joly            | Georges Lemaire          | Jean Hans             |
| 1929      | Marcel Pesch (en)     | Gianni Graglia           | Jean-Pierre Muller    |
| 1930      | Nicolas Frantz        | Gaston Rebry             | Romain Gijssels       |
| 1931      | Carlo Zandona         | Arnold Schaack           | Marcel Schneider      |
| 1932      | Ferd Hein             | Laurent Graglia (lb)     | Josy Mersch           |
| 1933      | Jean Majerus          | Laurent Graglia (lb)     | Josy Mersch           |
| 1934      | Arsène Mersch         | Arnold Schaack           | Jean Ferrari          |
| 1935      | Paul Frantz           | Auguste Moneta (lb)      | Jean-Paul Thilges     |
| 1936      | Non-disputé           |                          |                       |
| 1937      | Aloyse Klensch        | Christophe Didier        | Léon Drossart         |
| 1938-1944 | Non-disputé           |                          |                       |
| 1945      | Louis Thiétard        | Jean Kirchen             | Joseph Somers         |
| 1946      | Jos Bintener          | Mathias Clemens          | Henri Kass            |
| 1947      | Willy Kemp            | Lull Gillen              | -                     |
| 1948      | Henri Kellen          | Marcel Ernzer            | Robert Bintz          |
| 1949      | Robert Bintz          | -                        | -                     |
| 1950      | Robert Bintz          | Johny Goedert            | -                     |
| 1951      | Edy Hein              | -                        | -                     |
| 1952      | Richard Van Genechten | Charly Gaul              | -                     |
| 1953      | René Van Meenen       | Ahnen                    | François Gelhausen    |
| 1954      | Flor van de Weijden   | Jean Deltour             | Louis Ruwet           |
| 1955      | Rizzard Jonjic        | Rudi Kutz                | Jacques Vranken       |
| 1956      | Gaston Dumont (en)    | Dominique Zago           | Théo Sinn             |
| 1957      | Robert Seneca         | Joseph Vrancken          | Piet Rentmeester      |
| 1958      | Roland Jubé           | Émile Daems              | Ab van Egmond (en)    |
| 1959      | Jan Hugens            | Joseph Moorkens          | Henri Van Buggenhout  |
| 1960      | Achiel Van de Weyer   | Dieter Puschel           | Jan Hugens            |
| 1961      | Cees de Jongh         | Raymond Jacobs           | R. Schultz            |
| 1962      | Joseph Mathy          | Benoît Van Roy           | Cor Schuuring         |
| 1963      | Gerrit de Wit         | Jan Pieterse             | Arie den Hartog       |
| 1964      | Benoît Van Roy        | Paul Somers              | Alfons Uyttersprot    |
| 1965      | Gerard Vianen         | Edy Schütz               | Johny Back            |
| 1966      | Willy Geraeds         | Johny Back               | Joseph Johanns        |
| 1967      | Jean-Pierre Meyhi     | Roger Gilson             | Jan Spetgens          |
| 1968      | Theo van der Leeuw    | Marc Sohet               | Herman Vrijders       |
| 1969      | Marc Sohet            | Chris Popels             | Theo van der Leeuw    |
| 1970      | Valeri Iardy          | Anatoli Starkov          | Vladimir Sokolov      |
| 1971      | Nikolai Dmitruk       | Alexandre Gussiatnikov   | Valeri Likhatchev     |
| 1972      | Willie Wilms          | J. Clavatone             | Ken Koken             |
| 1973      | Lucien Didier         | Erny Kirchen             | Willie Wilms          |
| 1974      | Lucien Didier         | Mathieu Maessen          | Gérard Ducreuzet      |
| 1975      | Lucien Didier         | Marcel Thull             | Hendrik Grijns        |
| 1976      | Huub Neven            | José Da Silva            | Romain Hilger         |
| 1977      | Dirk Heirweg          | René Martens             | Daniel Willems        |
| 1978      | Etienne De Wilde      | Claude Criquielion       | Alfons De Wolf        |
| 1979      | Eugène Urbany         | Joseph Waugh (en)        | Anders Lindgren       |
| 1980      | Francis Da Silva      | Patrick Hermans          | José Da Silva         |
| 1981      | Nico Ney (lb)         | José Da Silva            | Wim Jennen            |
| 1982      | Leo Nevels            | Nico Verhoeven           | Jean-Paul van Poppel  |
| 1983      | Joey McLoughlin       | Bernard Voillat          | Daniël Bloesch        |
| 1984      | Jack Olsen            | Brian Holm               | Jørgen Vagn Pedersen  |
| 1985      | Roul Fahlin           | Lubomír Burda            | Roman Kreuziger       |
| 1986      | Lars Wahlqvist        | Hartmut Bölts            | Eddy Schurer          |
| 1987      | Gerrit de Vries       | Jozef Regec              | Arjan Jagt (nl)       |
| 1988      | Tom Cordes            | Arjan Jagt (nl)          | Rajmund Lehnert (en)  |
| 1989      | Mark Gornall (en)     | Gerard Kramer            | Andreas Schwenk       |
| 1990      | Kai Hundertmarck      | Vladimir Chevtchenko     | Bo Hamburger          |
| 1991      | Jörg Paffrath (de)    | Jim Copeland (en)        | Kai Hundertmarck      |
| 1992      | Václav Toman (de)     | Jozef Regec              | Olivier Vanconingsloo |
| 1993      | Alex Pedersen         | Casper van der Meer (nl) | Gilles Casadei        |
| 1994      | Arvis Piziks          | Michael Rosborg (nl)     | Danilo Klaar          |
| 1995      | Juris Silovs          | Pascal Triebel           | Raivis Belohvoščiks   |
| 1996      | Dariusz Baranowski    | Romāns Vainšteins        | Michael Rosborg (nl)  |
| 1997      | Erwin Vervecken       | Rudy Verdonck            | Jimmy Biesmeijer      |
| 1998      | Gilles Riffel         | Michał Krawczyk          | Fränk Schleck         |
| 1999      | Kim Kirchen           | Nico Strynckx            | Danny Swinnen         |
| 2000      | Christian Theis       | Fabio Emili              | Gérard Schalk         |
| 2001      | Jesper Agergård (de)  | Claude Degano            | Vincenzo Centrone     |
| 2002      | Vincenzo Centrone     | Frédéric Noiset          | Christian Elsen       |
| 2003      | Julien Goossens       | Marc Vanacker            | Philip Monsieur       |
| 2004      | William Grosdent      | Daniel Bintz             | Christian Poos        |
| 2005      | Pascal Triebel        | -                        | -                     |
| 2006      | Morten Knudsen        | Ben Gastauer             | Fredrik Johansson     |
| 2007      | Pascal Kess           | Oliver Wies              | Suzie Godart          |
| 2008      | Pit Schlechter        | -                        | -                     |
| 2009      | Christian Poos        | Vincenzo Centrone        | Tjarco Cuppens (nl)   |
| 2010      | Christian Poos        | Tjarco Cuppens (nl)      | Benjamin Höber        |
| 2011      | Bob Jungels           | Quentin Borcy            | Tom Kohn              |
| 2012      | Non-disputé           |                          |                       |
| 2013      | Massimo Morabito      | Glenn Waerzeggers        | Luc Turchi            |
| 2014      | Kevin Geniets         | Tom Wirtgen              | Maxime Weyrich        |
| 2015      | Kevin Geniets         | Michel Ries              | Dylan Guinet          |
| 2016      | Colin Heiderscheid    | Michel Ries              | Tristan Parrotta      |
| 2017,     | Arthur Kluckers       | Nicolas Kess             | Gilles Kirsch         |
| 2018      | Gilles Kirsch         | Arthur Kluckers          | Cédric Pries          |
| 2019      | Loïc Bettendorff      | Tom Paquet               | Joé Michotte          |